# Spring Valley (Wisconsin)
Spring Valley és una població dels Estats Units a l'estat de Wisconsin. Segons el cens del 2000 tenia 1.189 habitants.

## Demografia
Segons el cens del 2000, Spring Valley tenia 1.189 habitants, 459 habitatges, i 296 famílies. La densitat de població era de 122,7 habitants per km².
Dels 459 habitatges en un 35,5% hi vivien nens de menys de 18 anys, en un 51,2% hi vivien parelles casades, en un 9,6% dones solteres, i en un 35,3% no eren unitats familiars. En el 30,5% dels habitatges hi vivien persones soles el 16,8% de les quals corresponia a persones de 65 anys o més que vivien soles. El nombre mitjà de persones vivint en cada habitatge era de 2,46 i el nombre mitjà de persones que vivien en cada família era de 3,08.
Per edats la població es repartia de la següent manera: un 26,9% tenia menys de 18 anys, un 8,2% entre 18 i 24, un 25,7% entre 25 i 44, un 20,7% de 45 a 60 i un 18,5% 65 anys o més.
L'edat mediana era de 38 anys. Per cada 100 dones de 18 o més anys hi havia 84,9 homes.
La renda mediana per habitatge era de 38.482 $ i la renda mediana per família de 45.714 $. Els homes tenien una renda mediana de 35.000 $ mentre que les dones 22.292 $. La renda per capita de la població era de 17.844 $. Aproximadament el 2,4% de les famílies i el 5,9% de la població estaven per davall del llindar de pobresa.

## Poblacions més properes
El següent diagrama mostra les poblacions més properes.